# Giovanni Porta

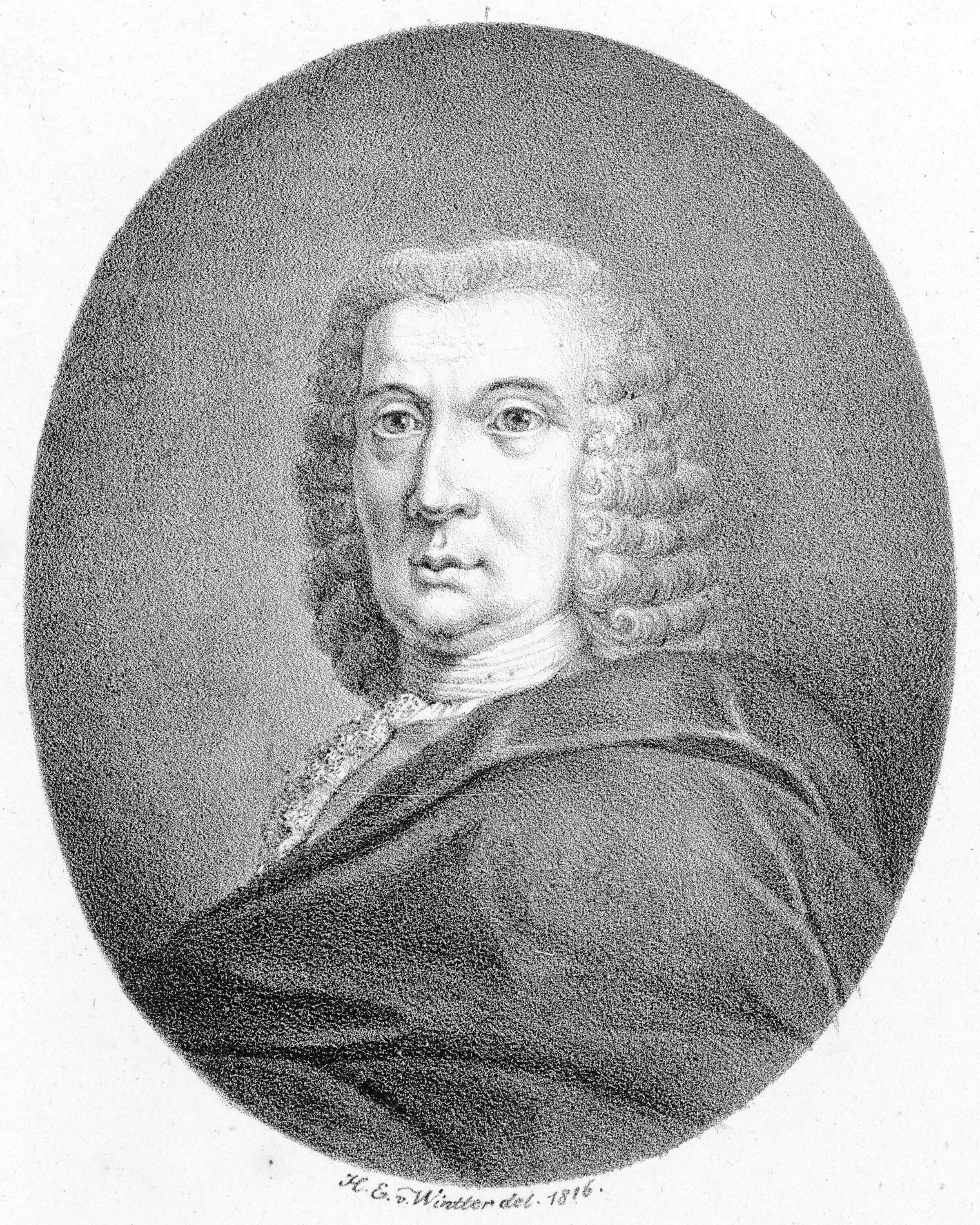
Giovanni Porta

Giovanni Porta (* um 1675 in Venedig oder in Venetien; † 21. Juni 1755 in München) war ein italienischer Komponist.

## Leben
Giovanni Porta studierte in Venedig bei Francesco Gasparini. Von 1706 bis 1710 hielt er sich wahrscheinlich am Hof von Kardinal Pietro Ottoboni in Rom auf. Im April 1710 heiratete er Leonora Zanchi, mit der er drei Kinder hatte. 1710–11 war er maestro di cappella am Dom von Vicenza, 1714–16 bekleidete er dieselbe Position am Dom von Verona. 1716 kehrte er nach Venedig zurück und arbeitete in den nächsten Jahren vor allem als Opernkomponist. 1726–37 war er zusätzlich maestro di coro am Ospedale della Pietà und schrieb in dieser Funktion zahlreiche geistliche Werke für Frauenchor und Orchester. Nach zwei erfolglosen Bewerbungen als maestro di composizione am Ospedale dei Derelitti (Ospedaletto, 1733) und als maestro di cappella am Markusdom (1736) ging Porta 1737 nach München an den Hof von Kurfürst Karl Albrecht, wo er bis zu seinem Lebensende als Hofkapellmeister wirkte. Er folgte somit seinem Vorgänger Pietro Torri, der ebenfalls aus Venetien stammte und 1737 verstarb. 
Giovanni Portas Frau starb wahrscheinlich im Februar 1742; sieben Jahre später, im Dezember 1749, heiratete er eine deutsche Witwe mit zwei Kindern. Nach seinem Tod 1755 übernahm Andrea Bernasconi seine Stelle.

## Stil
Portas Opern sind typische Vertreter des venezianischen Stils der 1720er und 1730er Jahre; sie zeichnen sich u. a. durch schnelle Läufe, Arpeggien, große melodische Sprünge, ausgedehnte Sequenzen und Tutti-Unisoni aus. Seine Sakralmusik ist mit ihren virtuosen Solosätzen, Trillern, großen Sprüngen und langen Melismen ebenfalls von der Oper beeinflusst.

## Werke
Von Porta ist ausschließlich Vokalmusik überliefert. Die folgende Liste basiert auf den Angaben bei Grove Music Online und Corago.

### Opern

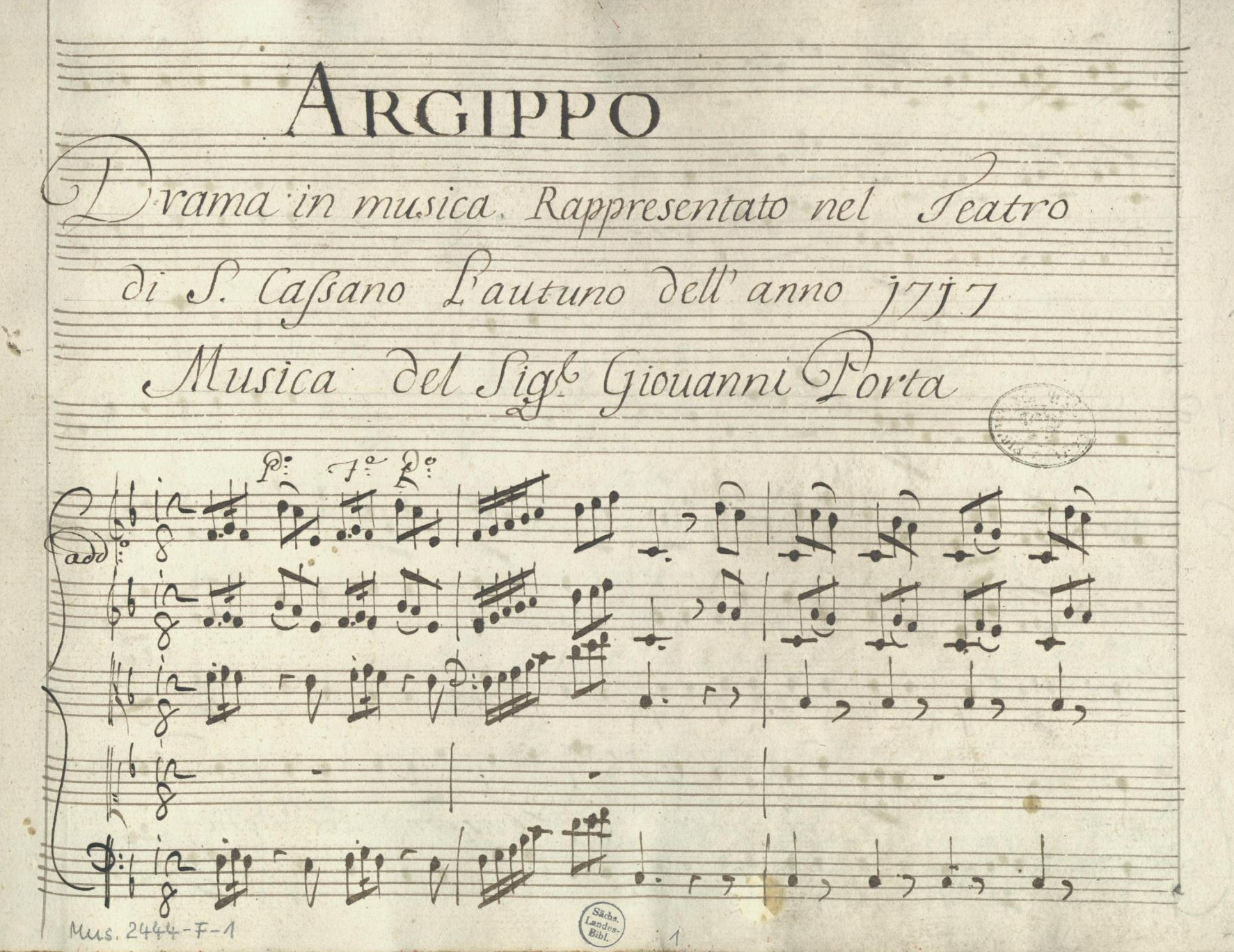
L’Argippo, erste Seite

Zwischen 1716 und 1738 schrieb Porta für Theater in Venedig, Rom, London, Mailand, Neapel, Florenz, Bologna, Mantua und München dreißig Opern, davon mehrere in Zusammenarbeit mit anderen Komponisten wie Francesco Gasparini und Tomaso Albinoni. Unter seinen Librettisten waren u. a. Apostolo Zeno (sieben Opern), Pietro Metastasio (vier Opern) und Domenico Lalli (vier Opern). Vollständig erhalten geblieben sind nur vier Opern: L’Argippo (Venedig 1717), Farnace (Bologna 1731), Gianguir (Mailand 1732) und Ifigenia in Aulide (München 1738). Von dreizehn weiteren Opern sind zumindest einzelne Arien bekannt, von den übrigen nur das Textbuch.
- La costanza combattuta in amore, dramma per musica; Libretto: Francesco Silvani nach Jacques Pradon; 17. Oktober 1716, Venedig, Teatro San Moisè; 1723 in Verona, 1728 in Prag[2]
- Il trace in catena, dramma per musica (zusammen mit Francesco Gasparini und einem weiteren Komponisten); Libretto: Antonio Salvi; 9. Januar 1717, Rom, Teatro Capranica[3]
- L’Argippo, dramma per musica; Libretto: Domenico Lalli; 31. Oktober 1717, Venedig, Teatro San Cassiano; 1722 erneut in Venedig[4]
- L’amor di figlia, dramma per musica; Libretto: Giovanni Andrea Moniglia und Domenico Lalli; 29. Oktober 1718, Venedig, Teatro Sant’Angelo[5]
- Numitore, dramma; Libretto: Paolo Antonio Rolli; 2. April 1720, London, King’s Theatre am Haymarket; 1723 als Rea Silvia in Braunschweig, 1724 als Die Helden-müthige Schäfer Romulus und Remus in Hamburg[6]
- Teodorico, dramma per musica; Libretto: Antonio Salvi; 19. November 1720, Venedig, Teatro San Giovanni Grisostomo[7]
- Venceslao, dramma per musica (zusammen mit Antonio Pollarolo und Giovanni Maria Capelli); Libretto: Apostolo Zeno; um den 7. Februar 1722, Venedig, Teatro San Giovanni Grisostomo; im selben Jahr auch als Il fratricida innocente in Pesaro, 1735 in Venedig[8]
- L’amor tirannico, dramma per musica (zusammen mit Fortunato Chelleri); Libretto: Domenico Lalli; 13. Mai 1722, Venedig, Teatro San Samuele; nach 1722 als Amor della patria, 1724 in Ferrara[9]
- L’Arianna nell’isola di Nasso, dramma pastorale; Libretto: Claudio Nicola Stampa; 28. August 1723, Mailand, Teatro Regio Ducale[10]
- La caduta de’ decemviri, dramma per musica; Libretto: Silvio Stampiglia; 26. Dezember 1723, Mailand, Teatro Regio Ducale[11]
- Li sforzi d’Ambizione e d’Amore, dramma per musica; Libretto: Antonio Maria Lucchini; 5. Januar 1724, Venedig, Teatro San Moisè[12]
- Antigono tutore di Filippo, re dei Macedoni (zusammen mit Tomaso Albinoni), tragedia da cantarsi; Libretto: Giovanni Piazzon; 15. Februar 1724, Venedig, Teatro San Moisè[13]
- La Mariane, dramma per musica (Bearbeitung von Tomaso Albinonis Gli eccessi della gelosia); Libretto: Domenico Lalli; um den 16. November 1724, Venedig, Teatro Sant’Angelo; 1726 in Florenz und Krakau[14]
- Agide re di Sparta, dramma per musica; Libretto: Luisa Bergalli; 26. Dezember 1724, Venedig, Teatro San Moisè[15]
- Ulisse, dramma per musica; Libretto: Domenico Lalli; um den 29. Januar 1725, Venedig, Teatro Sant’Angelo; 1733 in Ferrara[16]
- Amore e fortuna, dramma per musica; Libretto: Francesco Passarini; 1. Oktober 1725, Neapel, Teatro San Bartolomeo; 1727 in Venedig, 1728 in Vicenza, 1729 in Bergamo, Pavia und Mestre, um 1730 in Frankfurt, 1730 in Bologna, 1731 in Verona, 1732 in Jesi, 1733 in Augusta, 1734 in Padua, 1740 in Graz[17]
- La Lucinda fedele, dramma per musica; Libretto: Apostolo Zeno; Karneval 1726, Neapel, Teatro San Bartolomeo[18]
- Siroe, re di Persia, dramma per musica; Libretto: Pietro Metastasio; 3. Juli 1726, Florenz, Teatro del Cocomero; im selben Jahr auch in Mailand[19]
- Il ritratto dell’eroe, cantata a 5 voci; Libretto: Domenico Lalli; 13. Oktober 1726, Venedig, [privato][20]
- Il trionfo di Flavio Olibrio, dramma per musica; Libretto: Apostolo Zeno und Pietro Pariati; 25. November 1726, Venedig, Teatro San Giovanni Grisostomo[21]
- Aldiso, dramma per musica; Libretto: Claudio Nicola Stampa; 2. Februar 1727, Venedig, Teatro San Giovanni Grisostomo[22]
- Nel perdono la vendetta, melodramma; Libretto: Cesa Carlo Pagani; 5. Mai 1728, Venedig, Teatro San Moisè[23]
- Il principe giardiniero, componimento per musica; Libretto: Michel Angiolo Boccardi; November (?) 1728, Wien, Kärntnertortheater; 1727 (?) in Este, 1729 in Bergamo und Bologna, 1731 in Verona, 1732 in Triest und Jesi, 1734 in Padua, 1735 in Prag, 1736 in Livorno, 1739 in Holešov[24]
- Doriclea ripudiata da Creso, dramma per musica; Libretto: Giovanni Battista Corte; 5. Januar 1729, Venedig, Teatro San Moisè[25]
- Il gran Tamerlano, dramma per musica; Libretto: Agostino Piovene; 25. Januar 1730, Florenz, Teatro della Pergola[26]
- Farnace, dramma per musica; Libretto: Antonio Maria Lucchini; 9. Mai 1731, Bologna, Teatro Malvezzi; 1740 in München[27]
- Gianguir, dramma per musica; Libretto: Apostolo Zeno; Karneval 1732, Mailand, Teatro Regio Ducale; 1738 in München[28]
- Lucio Papirio dittatore, dramma per musica; Libretto: Apostolo Zeno; 17. Mai 1732, Rom, Teatro delle Dame[29]
- L’Issipile, dramma per musica; Libretto: Pietro Metastasio; 22. November 1732, Venedig, Teatro San Giovanni Grisostomo; 1735 in Lucca, 1737 in Perugia[30]
- La Semiramide, dramma per musica; Libretto: Francesco Silvani; Karneval 1733, Mailand, Teatro Regio Ducale[31]
- Adriano in Siria, dramma per musica; Libretto: Pietro Metastasio; Karneval 1737, Mantua, nuovo Arciducale Teatro; im selben Jahr auch in Treviso[32]
- Ifigenia in Aulide, dramma per musica; Libretto: Apostolo Zeno; Karneval 1738, München, Hoftheater[33]

Musik in Pasticco-Opern
- L’innocenza giustificata, dramma per musica (Pasticcio); Libretto: Francesco Silvani; Karneval 1725, Prag, Theater des Grafen Franz Anton von Sporck[34]

Zweifelhaft
- Artaserse, dramma per musica (Giovanni Battista Ferrandini zugeschrieben); Libretto: Pietro Metastasio; 22. Oktober 1739, München, Hoftheater; 1754 in Barcelona[35]

### Sonstige weltliche Vokalwerke
Neben den Opern komponierte Porta mindestens sechs weitere Bühnenwerke, darunter drei Kantaten, eine Serenata, eine Azione teatrale und ein Oratorium. Erhalten sind davon die Kantaten Caro padre, ah forse und Apollo in Tempe.
- Apollo in Tempe, trattenimento pastorale; Februar 1712, Venedig, privat[36]
- Il ritratto dell’eroe, Kantate; Text: Domenico Lalli; 1726, Venedig, Teatro San Giovanni Grisostomo
- Caro padre, ah forse, Kantate; 1732
- Innocentiae triumphus, seu Genovefa, Oratorium; 1735, Venedig, Conservatorio della Pietà
- Dafne, serenata per musica; 10. Juli 1738, Nymphenburg[37]
- Der Traum des Scipio, azione teatrale, Libretto nach Pietro Metastasio; Ende 1744, München

### Geistliche Werke
Portas geistliches Œuvre umfasst mindestens 103 Psalmen, 19 Messen, 18 Magnificats, acht Motetten, fünf Credos, vier Passionen, drei Miserere, zwei Tantum ergo, ein Te Deum und weitere Einzelwerke. Ein Laetatus sum und ein Magnificat liegen seit 1995 gedruckt vor.
- mindestens neunzehn Messen
- sechs Magnificat
- fünf Credo, drei Miserere, drei Litaneien, eine Antiphon, Te Deum, Veni Sancte, 22 Psalmen, zwei Tantum ergo, Sub tuum in der Bayerischen Staatsbibliothek München
- Nisi Dominus
- Domine ad adiuvandum
- De profundis
- 81 Psalmen (darunter das Laetatus sum), zwölf Magnificat, sechs weitere Cantica, sechs Hymnen, eine Litanei, zehn Messabschnitte, vier Passionen, acht Motetten in der Bibliothek des Conservatorio di Musica Benedetto Marcello in Venedig
- weitere Werke in der Bibliothek des Museo Civico Correr in Venedig
- Diverse Arien, Duette und Kantaten